# 美國歷史 (1849–1865)
1849年至1865年间的美国历史（英語：history of the United States from 1849 to 1865），主要被导致美国内战的南北矛盾所主导，并最终在1861年至1865年的血腥战斗中以北方胜利和奴隶制的终结告终。与此同时，工业化与交通革命改变了美国北部和美国西部的经济结构。来自西欧的大量移民使人口重心进一步北移。
工业化在美国东北部地区持续推进，从宾夕法尼亚到新英格兰。铁路网络与电报网络将全国经济联系起来，开辟了新市场。移民为北方带来了数百万欧洲工人和农民。而在美国南部，种植园主阶层将他们的经营活动（以及奴隶）从美国东南部的贫瘠土壤转移到了美国西南部富饶的棉花种植区。
在美墨战争（1846–1848年）中获得的新领土上是否允许奴隶制，一度通过1850年妥协案暂时得以解决。其中一项条款，即逃奴法案，引发了巨大争议。此问题也在1852年反奴隶制小说及其改编戏剧《汤姆叔叔的小屋》中得以表现，引发广泛关注。
1854年，堪萨斯-内布拉斯加法案推翻了此前的多项妥协，规定每个新加入的州可通过“人民主权”自行决定奴隶制度问题。新成立的共和党反对奴隶制扩张，并在北方大多数州取得胜利，掌握足够选举人票以赢得1860年总统选举。在堪萨斯流血事件中，支持与反对奴隶制的势力涌入堪萨斯争夺投票权，爆发暴力冲突，激怒南北双方。最高法院试图通过德雷德·斯科特诉桑福德案的亲奴裁决来解决奴隶制问题，反而加剧北方愤怒。
1860年共和党人亚伯拉罕·林肯当选总统后，七个美国南部州于1860年底至1861年间宣布脱离联邦，并于1861年2月9日建立美利坚联盟国。美国内战由南方将军皮埃尔·博雷加德在南卡罗来纳州的萨姆特堡向联邦军队开火而爆发。林肯随后号召征兵平乱，四个州随即加入分裂阵营。
接下来的四年成为美国历史上最黑暗的时期，国家在最新军事技术和强烈信念驱动下自相残杀。城市化、工业化的北方州（即联邦军）最终击败了以农业为主的南方州（即南方联盟），但南北双方共有约60万至70万士兵阵亡，南方的大量基础设施遭毁。13至43岁之间的白人男性约有8%在战争中死亡，北方为6%，而南方高达惊人的18%。 战争结束后，奴隶制度被废除，联邦得以重建，并比以往更为强大和富有，而南方则陷入贫困与愤懑之中。